# 니시아이오이역
니시아이오이역(일본어: 西相生駅, にしあいおいえき 니시아이오이에키[*])은 일본 효고현 아이오이시에 위치한 서일본 여객철도의 역이다.

## 역 구조
단식 승강장으로 1면 2선의 지상역이다. 역 업무는 서일본 여객철도 교통 서비스에 위탁되어 있으며 이코카 및 제휴 교통카드의 사용이 가능하다.

### 승강장
|  | ■ 아코 선 | 아이오이 · 히메지 방면 |
|  | ■ 아코 선 | 반슈아코 방면          |

- 상행은 산요 본선 히메지 이동 구간으로 직통 운전하며 하행은 모두 반슈아코 행이다.

## 역사
- 1951년 12월 12일: 아코 선 아이오이역 ~ 반슈아코역 간의 개업에 따라 신설되었다.
- 1987년 4월 1일: 민영화에 따라 서일본 여객철도의 소속이 된다.
- 2003년 11월 1일: 이코카의 사용이 개시되었다.

## 인접정차역
| 서일본 여객철도 아코 선 | 서일본 여객철도 아코 선 | 서일본 여객철도 아코 선 |
| ----------------------- | ----------------------- | ----------------------- |
| 아이오이 쓰루가 방면    | ■ JR 고베 선 · 아코 선  | 사코시 반슈아코 방면    |